# Liste der Monuments historiques in Saint-Vivien-de-Blaye
Die Liste der Monuments historiques in Saint-Vivien-de-Blaye führt die Monuments historiques in der französischen Gemeinde Saint-Vivien-de-Blaye auf.

## Liste der Bauwerke
| Bezeichnung    | Beschreibung | Standort | Kennzeichnung | Schutzstatus | Datum | Bild           |
| -------------- | ------------ | -------- | ------------- | ------------ | ----- | -------------- |
| Friedhofskreuz |              | (Lage)   | PA00083812    | Classé       | 1907  | weitere Bilder |

## Liste der Objekte
| Bezeichnung                   | Beschreibung | Standort                       | Kennzeichnung | Schutzstatus | Datum | Bild |
| ----------------------------- | ------------ | ------------------------------ | ------------- | ------------ | ----- | ---- |
| Prozessionsfahne Jeanne d’Arc | Stoff        | in der Kirche St-Vivien (Lage) | PM33001471    | Inscrit      | 1981  |      |